# Echinogammarus klaptoczi
Echinogammarus klaptoczi is een vlokreeftensoort uit de familie van de Gammaridae. De wetenschappelijke naam van de soort is voor het eerst geldig gepubliceerd in 1908 door Schäferna.